# Radova
Radova (bulgariska: Радова) är ett vattendrag i Bulgarien.   Det ligger i regionen Stara Zagora, i den centrala delen av landet, 200 km öster om huvudstaden Sofia. Radova ligger vid sjön Jazovir Zjrebtjevo.
I omgivningarna runt Radova växer i huvudsak lövfällande lövskog. Runt Radova är det ganska tätbefolkat, med 60 invånare per kvadratkilometer.